# Remembrance Stones auf Menorca
Die Remembrance Stones auf Menorca sind Erinnerungssteine, die vom Kölner Künstler Gunter Demnig unter dem Namen Remembrance Stones auf der spanischen Insel Menorca verlegt wurden und werden. Remembrance Stones erinnern an das Schicksal der Menschen, die von den Franquisten ermordet, deportiert, vertrieben oder in den Suizid getrieben wurden. Im Gegensatz zu den Stolpersteinen, die Opfern des NS-Regimes gewidmet sind, aus Messing gefertigt wurden und golden glänzen, sind die Remembrance Stones silberfarben. Sie liegen im Regelfall vor dem letzten selbstgewählten Wohnsitz des Opfers.
Die ersten Verlegungen von Remembrance Stones auf Menorca erfolgten am 5. März 2021. Auf Spanisch werden sie auch piedras de la memoria (Erinnerungssteine) genannt.

## Verlegte Remembrance Stones

### Alaior
In Alaior  wurde ein Remembrance Stone verlegt.
| Bild | Übersetzung                                                         | Verlegeort              | Name, Leben |
| ---- | ------------------------------------------------------------------- | ----------------------- | --- |
|      | IN ALAIOR LEBTE MANUEL GÓMEZ GARCÍA GEBOREN 1911 ERMORDET 20.3.1939 | Alaior, Pla d'en Borràs | Manuel Gómez García wurde 1911 in Valencia del Mombuey geboren. Sein Vater war der Carabiniere Andrés Gómez i Asunción García, er diente viele Jahre in der spanischen Botschaft. Von 1933 bis 1934 leistete Manuel Gómez García seinen Militärdienst auf Mallorca. Im Jahr 1935 kam er in Maó an, zuvor hatte er in Gibraltar, Casablanca und Palermo gelebt, er sprach fließend Arabisch, Englisch und Französisch. Er arbeitete als Dolmetscher für Telekommunikation, später als Klempner. Während des Spanischen Bürgerkrieges kämpfte er auf Seiten der Republikaner. Er wurde gefangen genommen. Am 17. Februar 1939 stand er vor dem Kriegsrat von Maó, der das Todesurteil verhängte. Am 20. März 1939 wurde Manuel Gómez García hingerichtet. |

### Ciutadella
In Ciutadella wurden drei Remembrance Stones verlegt.
| Bild | Übersetzung | Verlegeort                        | Name, Leben |
| ---- | --- | --------------------------------- | --- |
|      | IN CIUTADELLA LEBTE JOAN BELTRÁN TORRENT GEBOREN 1896 VERHAFTET 25.2.1939 CASTELL DE SANT FELIP ERMORDET 20.3.1939 MAÓ | Ciutadella, Plaça de la Llibertat | Joan Beltrán Torrent wurde um 1896 in Campos (Mallorca) geboren. Seine Eltern waren Joan Beltrán und Maria Torrent. Er hatte eine Schwester, Francisca. Joan Beltrán Torrent war Carabinere und lebte in Ciutadella. und lebte seit Jahren in Ciutadella, einer Stadt, in der er gut integriert war. Um 1917 heiratete er seine Cousine Bàrbara Torrent Comellas. Das Paar bekam vier Kinder, Joan (geboren 1918), Josep (geboren 1923), Antoni (geboren 1926) und Maria Violeta (geboren 1932). Alle vier Kinder gingen auf das Salesianerkolleg. Beltrán Torrent wurde am 25. Februar 1939 verhaftet. Ihm wurde vorgeworfen Kommunist zu sein, Propaganda betrieben und gestohlen zu haben. Er soll Dinge aus Lebensgeschäften mitgenommen haben und Radios beschlagnahmt haben. Der Staatsanwalt forderte die Todesstrafe. Beltráns Anwalt wies auf die Schwäche der Beweise hin und dass es sich hier nur um eine persönliche Rache durch Diffamierung handeln würde. Joan Beltrán Torrent wurde zum Tode verurteilt und am 20. März 1939 hingerichtet. Sein Sohn Joan wurde ebenfalls verhaftet und zu einer Gefängnisstrafe verurteilt. Seine Frau wurde auf Grund der Umstände immer kränker und starb zwischen 1944 und 1945. |
|      | IN CIUTADELLA LEBTE JOAN MASCARÓ SALORD GEBOREN 1897 VERHAFTET 8.2.1936 ERMORDET 26.10.1939 PALMA                      | Ciutadella, Plaça de la Llibertat | Joan Mascaró Salord wurde am 17. Dezember 1897 in Ciutadella geboren. Seine Eltern waren der Schuhmacher Joan Mascaró und dessen Frau Antònia Cortès Salord. Joan Mascaró Salord, ebenfalls Schuhmacher, wurde im April 1931 Stadtrat. 1936 war er der Führer der Sozialisten und einer der wichtigsten Vertreter der Gewerkschaften. Am 8. Februar 1939 flüchtete Mascaro, doch wurde er gefangen genommen und im Gefängnis von Sant Felip inhaftiert. Ungewöhnlich war, dass die Verhandlung auf Mallorca und nicht Menorca stattfand, wahrscheinlich wäre er auf Menorca nie verurteilt worden. Am 1. August 1939 wurde er zum Tode verurteilt, am 7. August wurde das Urteil bestätigt. Joan Mascaró Salord wurde am 26. Oktober 1939 an einer Mauer des Friedhofes von La Palma erschossen. |
|      | IN CIUTADELLA LEBTE ÀNGEL MUERZA ESPARZA GEBOREN 1908 VERHAFTET 9.2.1939 ERMORDET 18.2.1939 LA MOLA                    | Ciutadella, Plaça de la Llibertat | Àngel Muerza Esparza wurde am 29. November 1908 in Madrid geboren. Seine Eltern waren Pío Muerza Alzugaray (geboren 1877 in Aldosilla) und Matilde Esparza (geboren 1882 in San Adrián). Er studierte Philosophie und Literatur und wurde Lehrer. Von 1926 bis 1927 schrieb er für die Revista Popular. In den 1930er Jahren kam Esparza nach Ciutadella und übernahm die Leitung der Escola Racionalista. Am 9. Februar 1939 wurde er wegen seiner politischen Ansichten verhaftet und infolgedessen zum Tode verurteilt. Am 18. Februar 1939 bestätigte Franco das Todesurteil. Àngel Muerza Esparza wurde noch am selben Tag hingerichtet. |

### Es Castell
In Es Castell wurde ein Remembrance Stone verlegt.
| Bild | Übersetzung                                                                 | Verlegeort                        | Name, Leben      |
| ---- | --------------------------------------------------------------------------- | --------------------------------- | ---------------- |
|      | IN ES CASTELL LEBTE PERE MIRET PRETO GEBOREN 1888 ERMORDET SEPT. 1936 PALMA | Es Castell, Carrer Batlle Pons, 5 | Pere Miret Preto |

### Maó
In Maó wurden drei Remembrance Stones verlegt.
| Bild | Übersetzung                                                                             | Verlegeort                   | Name, Leben                         |
| ---- | --------------------------------------------------------------------------------------- | ---------------------------- | ----------------------------------- |
|      | HIER WOHNTE JULIÁN ANDRÉS HERNÁNDEZ GEBOREN 1901                                        | Maó, Camí des Castell, 108   | Julián Andrés Hernández (1901–1936) |
|      | HIER WOHNTE FLOREAL BARBER PIRIS GEBOREN 1910 VERHAFTET 8.2.1939 ERMORDET 17.2.1939 MAÓ | Maó, C. de Gràcia, 43        | Floreal Barber Piris (1910–1939)    |
|      | HIER WOHNTE ISIDORO GUERRA GONZÁLEZ GEBOREN 1903 ERMORDET 1.4.1939 LA MOLA              | Maó, Carrer de Sant Joan, 17 | Isidoro Guerra González (1903–1939) |

## Verlegedaten
- 5. März 2021: Alaior, Ciutadella
- 8. März 2021: Es Castell
- 17. März 2021: Maó